# Campagnola Emilia
Campagnola Emilia település Olaszországban, Emilia-Romagna régióban, Reggio Emilia megyében. Lakosainak száma 5476 fő (2023. január 1.). Campagnola Emilia Correggio, Fabbrico, Novellara, Reggiolo és Rio Saliceto községekkel határos.

## Népesség
A település népessége az elmúlt években az alábbi módon változott:
| Lakosok száma | 5639 | 5639 | 5476 |
|               | 2017 | 2018 | 2023 |